# Suomenlinna
Fæstningen Suomenlinna (svensk: Sveaborg) nær Helsinki (Helsingfors) i Finland blev påbegyndt i 1748 af Sverige på en gruppe øer tæt ved Helsinkis havn som en beskyttelse mod russisk invasion. Dette lykkedes dog ikke, og den 3. maj 1808 overgav fæstningen sig til russerne, hvilket banede vejen for den russiske annektering af Finland i 1809.
Fæstningen blev kraftigt bombarderet under Krimkrigen (1854-1856), og der skete store skader. Fæstningen blev genopbygget og spillede en forsvarsrolle i 1. verdenskrig, hvor fæstningen var en del af de russiske forsvarsværker omkring Sankt Petersborg.
Under den finske borgerkrig blev Sveaborg anvendt af de hvide som en fangelejr for røde krigsfanger, der over 1500 fanger døde. Efter krigen omdøbtes fæstningen på finsk til Suomenlinna, ("Finlands borg"). På svensk hedder den stadig Sveaborg.
I 1973 blev fæstningen overført til civilt brug, og i dag bor der 900 på øerne, der har 350 arbejdspladser. Det finske søakademi findes også der.
Fæstningen blev indskrevet på UNESCOs Verdensarvsliste i 1991.
I dag er fæstningen en populær seværdighed og picnicsted, både for folk fra Helsinki og turister.